# BUST WASTE HIP
BUST WASTE HIP（バスト・ウエスト・ヒップ）は、THE BLUE HEARTSの4枚目のアルバムである。

## 概要
レーベル移籍第1弾アルバム。バンド初のオリコンチャート1位を獲得した作品。
前作と比べて硬質なロック、ブルース、ソウルミュージック、R&Bの色が濃くなり、歌詞はストレートなものから抽象的なもの、意味性を無視したものが増えた。真島は「ブルーハーツの予定調和を打開しようとしていた時期」と当時のインタビューで語っている。
初回限定版はプラケース入りで、CDはピクチャー仕様、ブックレット付き。
2010年2月24日に、25周年企画の一環で、デジタル・リマスタリングを施して再発された。

## 収録曲
| 全編曲: THE BLUE HEARTS。 |                                      |            |       |
| #                         | タイトル                             | 作詞・作曲 | 時間  |
| 1.                        | 「イメージ」                         | 真島昌利   | 4:35  |
| 2.                        | 「殺しのライセンス」                 | 甲本ヒロト | 2:56  |
| 3.                        | 「首つり台から」                     | 甲本ヒロト | 2:53  |
| 4.                        | 「脳天気」                           | 真島昌利   | 3:37  |
| 5.                        | 「夜の中を」                         | 真島昌利   | 4:16  |
| 6.                        | 「悲しいうわさ」                     | 真島昌利   | 4:12  |
| 7.                        | 「Hのブルース」                      | 真島昌利   | 6:56  |
| 8.                        | 「夢の駅」                           | 甲本ヒロト | 3:18  |
| 9.                        | 「恋のゲーム」                       | 甲本ヒロト | 2:43  |
| 10.                       | 「スピード」                         | 真島昌利   | 3:26  |
| 11.                       | 「キューティパイ」                   | 真島昌利   | 1:57  |
| 12.                       | 「情熱の薔薇」(シングルとは別テイク) | 甲本ヒロト | 2:57  |
| 13.                       | 「真夜中のテレフォン」               | 河口純之助 | 3:53  |
| 14.                       | 「ナビゲーター」                     | 甲本ヒロト | 4:17  |
| 合計時間:                 | 合計時間:                            | 合計時間:  | 51:56 |

### 楽曲解説
1. 「イメージ」
2. 「殺しのライセンス」
89年の全国ツアー「ON TOUR全国版」で初披露された時は、歌詞は同じだが曲の構成が違っていた。
3. 「首つり台から」
4. 「脳天気」
バンドでは甲本がボーカルだが、真島が自身のソロライブで歌った事もある。
5. 「夜の中を」
原曲はTHE BREAKERS時代の真島の曲「夜の中で」だが歌詞はほとんど違う。
6. 「悲しいうわさ」
7. 「Hのブルース」
「Hとは、甲本ヒロトのこと」と真島がインタビューで答えていたことがある。
8. 「夢の駅」
後年発売されたKING OF MIXにシングル曲またはベストアルバム収録曲以外で唯一収録された。
9. 「恋のゲーム」
10. 「スピード」
トラックの最後の部分で切れ目なく次の「キューティパイ」と繋がっている。
11. 「キューティパイ」
「数字の羅列でも気持ちは通じるはず」と意味のある歌詞を求められることへの反発した曲。
歌詞は円周率の46桁。ライブでは平方根もミックスさせて演奏された。
12. 「情熱の薔薇」
シングルとは別テイク。一発録り。
13. 「真夜中のテレフォン」
この曲で初めて河口純之助がボーカルを担当、ライブでは大幅にアレンジが変更されて演奏された。
14. 「ナビゲーター」
甲州街道を散歩していて歩道橋の上で出来たという。
ナビゲーターでは河口の父がプロデュースしていた高校生のブラスバンドを起用したことについて甲本いわく「その方が、（演奏技術や雰囲気が）自分たちにピッタリだから」と。
ブルーハーツの晩年、宗教に心酔していた河口は、甲本の楽曲を「宗教的に無知」と非難していたが、この曲に関しては「凄ぇと思う。こういうのなら何年経っても歌えるんだ」と絶賛していた。

## 参加ミュージシャン
THE BLUE HEARTS
- 甲本ヒロト - ボーカル、ブルースハープ
- 真島昌利 - ギター
- 河口純之助 - ベース
- 梶原徹也 - ドラム